# Tomaszów Mazowiecki Białobrzegi
Tomaszów Mazowiecki Białobrzegi – przystanek kolejowy w dzielnicy Białobrzegi w Tomaszowie Mazowieckim, województwie łódzkim, w Polsce. W 2015 roku zakończył się generalny remont przystanku. Od początku 2021 roku na stacji zatrzymują się pociągi Łódzkiej Kolei Aglomeracyjnej relacji Łódź Fabryczna – Drzewica.

## Ruch pasażerski
| Rok  | Wymiana pasażerska na dobę |
| ---- | -------------------------- |
| 2017 | 0-9                        |
| 2022 | 20-49                      |